# Pycnodonte (Phygraea) sarmientoi
Pycnodonte (Phygraea) sarmientoi es una especie de ostra fósil que habitó aguas marinas epicontinentales provenientes del océano Atlántico durante la época conocida como Daniano tardío. Es común hallarla en estratos geológicos de las formaciones Jagüel y Roca, en lo que se conoce como Cuena Neuquina, en el actual territorio de Argentina. El nombre de esta especie está dedicado al expresidente de la República Argentina Domingo F. Sarmiento, en homenaje a su contribución al desarrollo de la investigación científica.

## Descripción
Conchilla de tamaño moderadamente grande, gruesa, de contorno subtriangular e inequivalva, microestructura principalmente foliada, hasta un 70% del volumen. Valva izquierda muy convexa y fuertemente inequilateral, área ligamentaria de forma triangular. Más alta que larga. Impresión del músculo aductor grande, bien marcada y de contorno ovalado; superficiales con líneas de crecimiento marginales poco marcadas. Valva derecha gruesa de forma triangular, marcadamente cóncava y con los extremos antero-ventral y postero-ventral elevados, región umbonal poco conspicua, impresión del músculo aductor muy excavada en la conchilla, impresión del músculo de Quenstedt puntiforme y bien marcada, superficie externa con líneas marginales poco marcadas, sin chomata en el margen ventral.

## Modo de vida
El adulto del orden ostreoida generalmente tienen un área de cementación casi inexistente y por lo tanto no vivían cementadas al sustrato, son inequivalvos, edentados, con el área ligamentaria dividida en tres partes por un resilífero medio. 

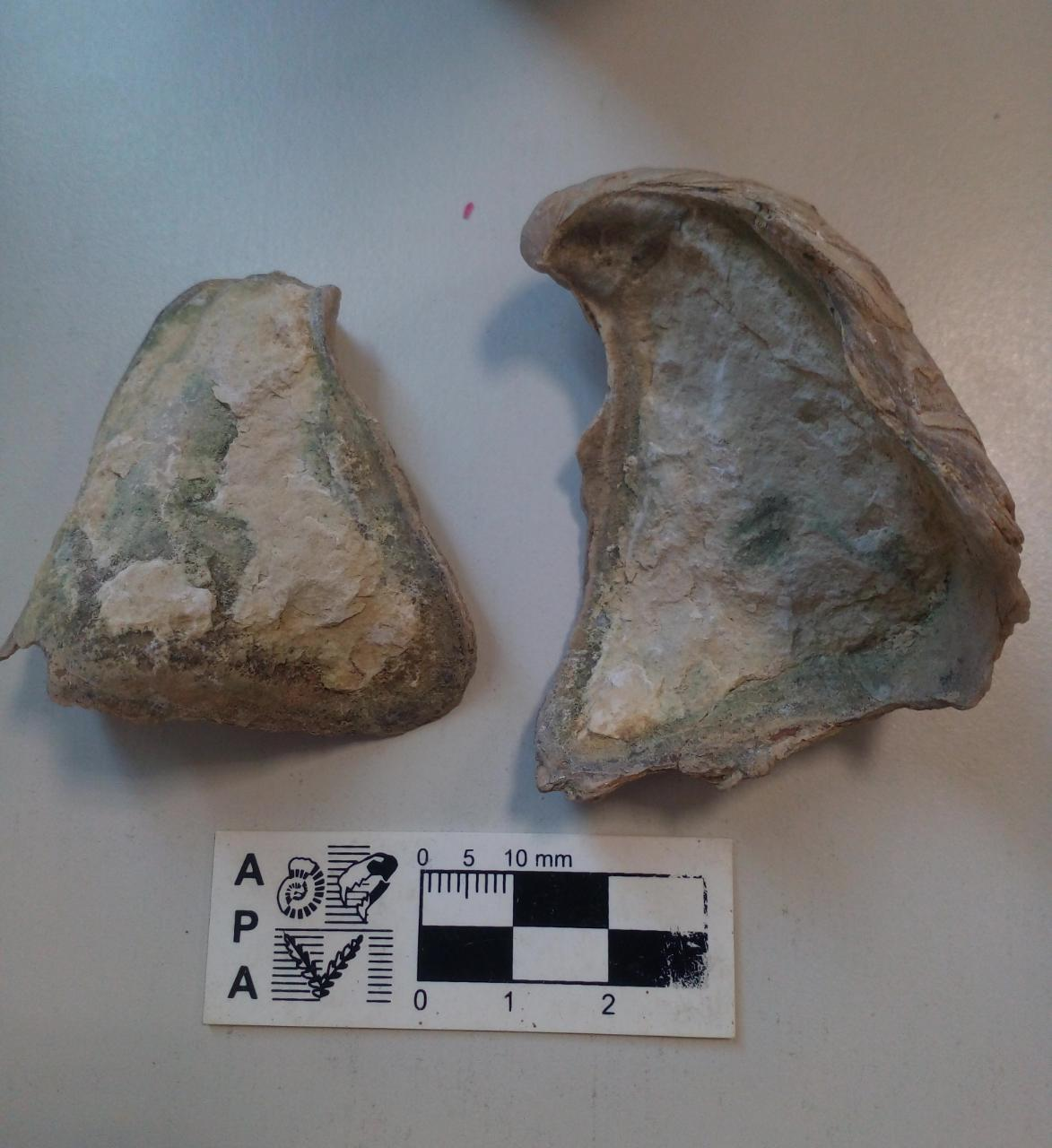
Pycnodonte (Phygraea) sarmientoi del límite Cretácico-Paleógeno de la Formación Jagüel, Neuquén, Argentina.Vista interior

## Dimensiones
- Altura: 6,00 cm
- Largo: 6,50 cm